# Madagatrox ranotsaraensis
Madagatrox ranotsaraensis är en skalbaggsart som beskrevs av Riccardo Pittino 2010. Madagatrox ranotsaraensis ingår i släktet Madagatrox och familjen knotbaggar. Inga underarter finns listade i Catalogue of Life.